# کالج سنت فیلیپس
کالج سنت فیلیپس (به انگلیسی: St. Philip's College) یکی از کالج‌های چهار ساله ایالت تگزاس در ایالات متحده آمریکا می‌باشد.
این کالج در سال ۱۸۹۸ تأسیس گشت و تا مقطع کارشناسی مدارج ارائه می‌دهد.
این کالج که در شهر سن آنتونیو قرار دارد در پاییز سال ۲۰۰۸ بیش از ۹۸۵۲ دانشجو ثبت نام بعمل آورد.